# Сісеро (Іллінойс)
Сісеро (англ. Cicero) — місто (англ. town) в США, в окрузі Кук штату Іллінойс, десяте за населенням місто штату, США. Передмістя Чикаго. Населення — 85 268 осіб (2020). Назване на честь міста Сісеро в штаті Нью-Йорк, яке в свою чергу отримало назву на честь римського оратора Марка Тулія Цицерона.

## Географія
Сісеро розташоване за координатами 41°50′40″ пн. ш. 87°45′33″ зх. д. / 41.84444° пн. ш. 87.75917° зх. д. (41.844537, -87.759287). За даними Бюро перепису населення США в 2010 році місто мало площу 15,19 км², уся площа — суходіл.

## Демографія
Згідно з переписом 2010 року, у місті мешкала 83 891 особа в 22 101 домогосподарстві у складі 17 752 родин. Густота населення становила 5523 особи/км². Було 24329 помешкань (1602/км²).
Расовий склад населення:
| - 51,9 % — білих - 3,8 % — чорних або афроамериканців - 0,8 % — корінних американців - 0,6 % — азіатів - 0,1 % — вихідців з тихоокеанських островів - 39,3 % — осіб інших рас |

До двох чи більше рас належало 3,5 %. Частка іспаномовних становила 86,6 % від усіх жителів.
За віковим діапазоном населення розподілялося таким чином: 33,8 % — особи молодші 18 років, 60,3 % — особи у віці 18—64 років, 5,9 % — особи у віці 65 років та старші. Медіана віку мешканця становила 27,8 року. На 100 осіб жіночої статі у місті припадало 103,7 чоловіків; на 100 жінок у віці від 18 років та старших — 103,9 чоловіків також старших 18 років.
Середній дохід на одне домашнє господарство становив 52 260 доларів США (медіана — 41 866), а середній дохід на одну сім'ю — 53 999 доларів (медіана — 44 825). Медіана доходів становила 31 948 доларів для чоловіків та 27 461 долар для жінок. За межею бідності перебувало 21,4 % осіб, у тому числі 30,1 % дітей у віці до 18 років та 12,7 % осіб у віці 65 років та старших.
Цивільне працевлаштоване населення становило 35 498 осіб. Основні галузі зайнятості: виробництво — 20,4 %, мистецтво, розваги та відпочинок — 15,2 %, освіта, охорона здоров'я та соціальна допомога — 11,7 %, науковці, спеціалісти, менеджери — 11,1 %.

## Економіка
- металообробка
- виробництво промислового та побутового обладнання
- електротехнічна промисловість
- радіоелектронна промисловість[5]